# 둥관타이샹다샤

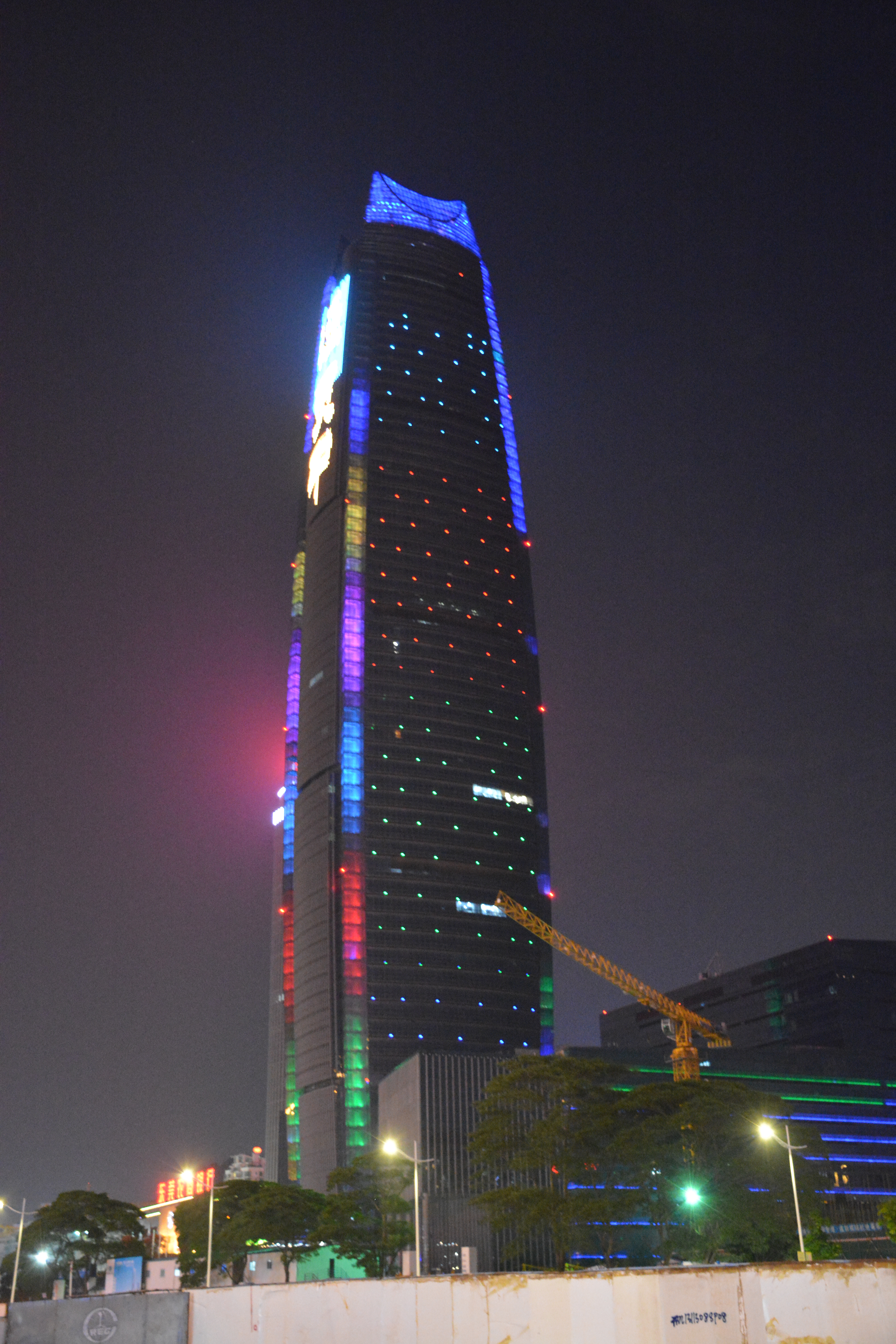

둥관타이샹다샤(东莞台商大厦) 또는 둥관 TBA 타워(Dongguan TBA Tower)는 중화인민공화국 둥관시에 위치한 마천루이다. 이 타워의 건축과 엔지니어링은 프랑스 건축가 에르베 토르즈만과 건축 회사 HTA 아키텍처 앤드 파트너스(HTA-Architecture & Partners)가 수행했다. 둥관에 있는 대만 사업가 협회의 이름을 따서 명명되었다.